# 東栄町立博物館
東栄町立博物館（とうえいちょうりつはくぶつかん）は、愛知県北設楽郡東栄町大字本郷にある郷土博物館。東栄町博物館（とうえいちょうはくぶつかん）と表記されることもある。

## 施設
周辺は総合社会教育文化施設として一体的に整備されている。東栄町立博物館は1969年（昭和44年）に、東栄町立民芸館は1992年（平成4年）に建設された。

### 東栄町立博物館

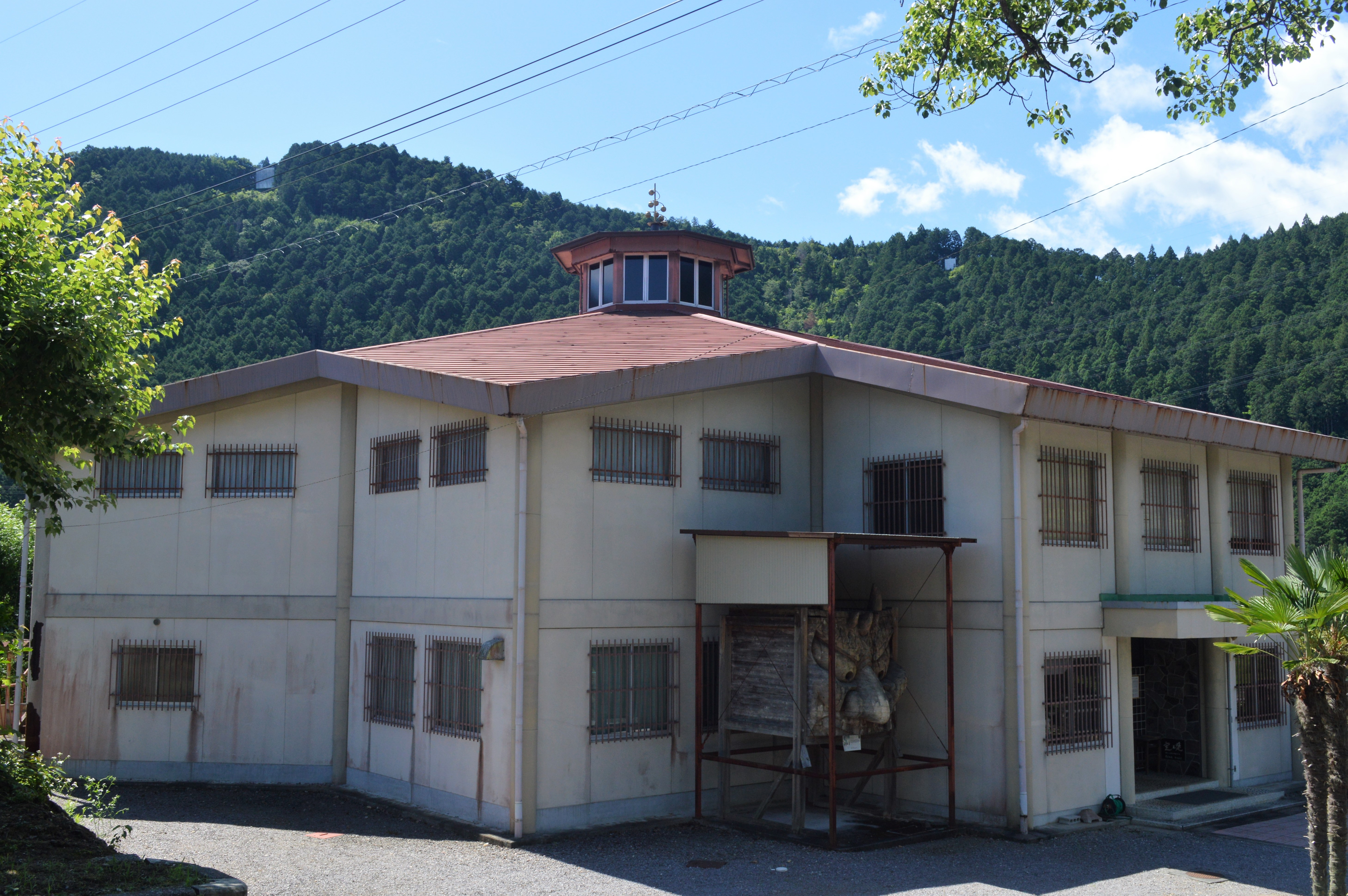
東栄町立博物館に隣接する花祭会館

1967年（昭和42年）に明治100年の記念事業として東栄町が設立し、1969年（昭和44年）4月1日に開館した。開館に先立っては、岐阜県高山市の民俗資料館、長野県木曽郡木曽福島町の民俗資料館などの先進施設を視察している。1971年（昭和46年）頃からは愛知県内外の自治体で郷土館や民俗館を設置する機運が高まり、教育委員や文化財保護委員など多くの視察者を受け入れていた。
鉄骨造2階建。延床面積306.5m2。1987年時点で1,780点の資料を、2001年時点で約2,500点の資料を収蔵している。1階には、古生代・中生代・新生代に分類された化石類、岩石や鉱物の標本、鳥類や哺乳類の剥製標本が展示されており、特に新生代第三紀層の化石が充実しているとされる。2階には、郷土史家の馬場強が寄贈した化石約1000点が展示されている。

### 東栄町立民芸館

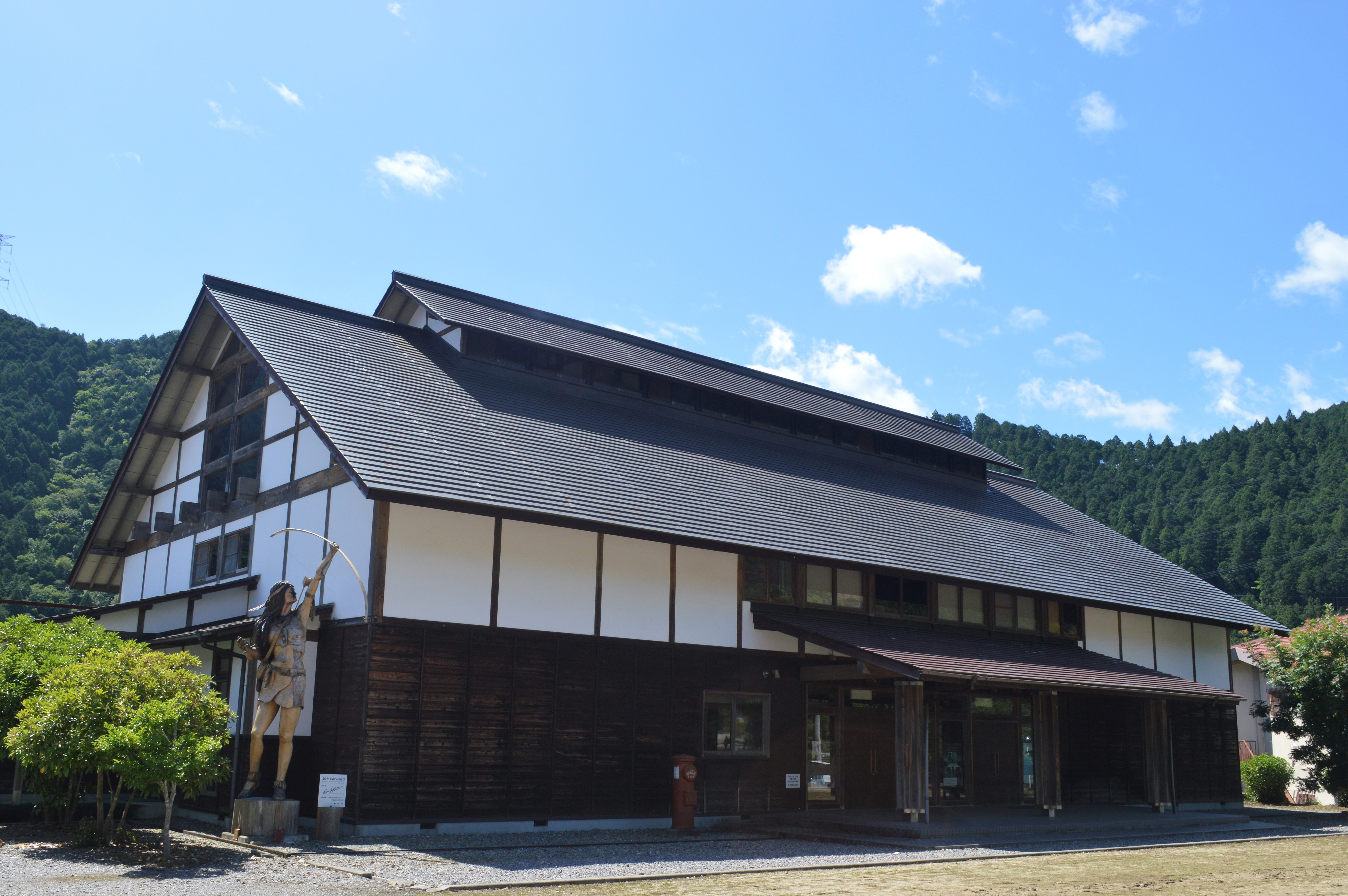
東栄町立民芸館

1992年（平成4年）には東栄町立民芸館が開館した。
かつての三河地方山間部では生理や出産が不浄なものとされ、生理中や出産間際の女性は家族と寝食を別にして産小屋内で自炊生活を送っていた。民芸館の館内には「長岡の産小屋」が移築復元されており、愛知県下に現存する唯一の産小屋として1967年（昭和42年）に愛知県指定有形民俗文化財に指定された。

### 民俗館（現存せず）
かつては1884年（明治17年）竣工の東栄町立本郷小学校旧校舎を利用した民俗館があったが、1992年（平成4年）には東栄町立民芸館に建て替えられた。東栄町立本郷小学校旧校舎は明治の建築物としては類を見ない立派な建物であり、民俗館として使用するために移築している。木造2階建。延床面積330m2。1987年時点で9,300点の資料を収蔵していた。

## 利用案内
- アクセス : 東海旅客鉄道飯田線東栄駅からおでかけ北設「東栄線」本郷バス停下車後徒歩約10分[10]
- 開館時間 : 8時30分～16時30分[10]